# Bronislavas Juozas Kuzmickas

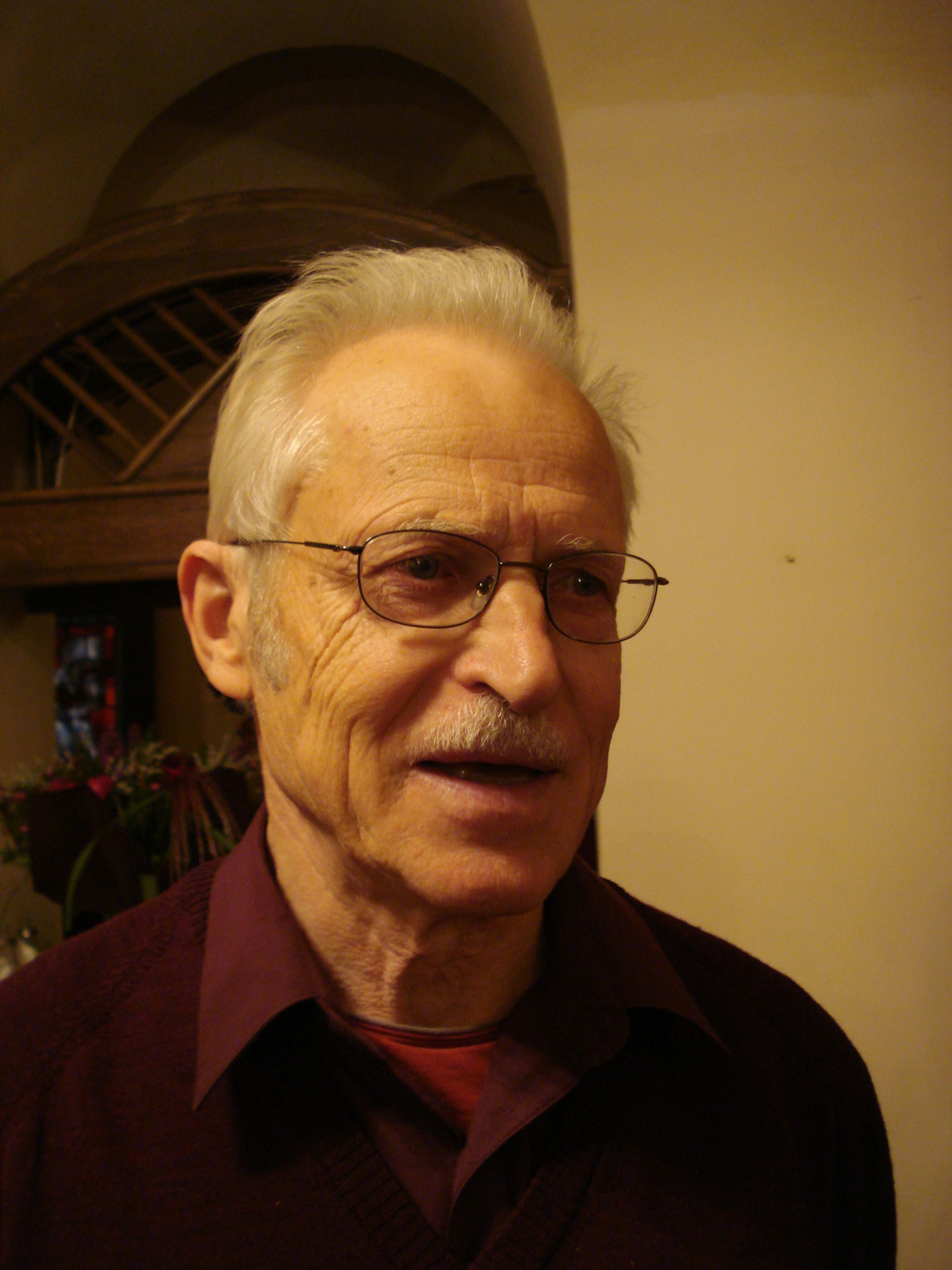
Bronislavas Juozas Kuzmickas

Bronislavas Juozas Kuzmickas (* 10. November 1935 in Juodraistis, Rajongemeinde Prienai; † 6. November 2023 in Vilnius) war ein litauischer Philosoph, Professor und Politiker.

## Leben
Er lernte am Gymnasium Prienai. Nach dem Abitur an der 14. Mittelschule Kaunas in Julijanava absolvierte er 1960 das Studium der Philosophie an der Fakultät für Geschichte und Philologie der Vilniaus universitetas. Von 1963 bis 1966 studierte er in Moskau. 1966 promovierte er und 1984 habilitierte in Philosophie. Ab 1968 lehrte er als Dozent an der Universität. Ab 1987 war er Professor.
Von 1966 bis 1973 lehrte er am Vilniaus inžinerinis statybos institutas. Von 1990 bis 1992 und von 1996 bis 2000 war er Mitglied im Seimas. Von 1993 bis 1996 lehrte er an der Klaipėdos universitetas, ab 2001 an der Mykolo Romerio universitetas.
Er war Mitglied der KPdSU, ab 1988 von Sąjūdis, ab 1994 der Tėvynės sąjunga – Lietuvos krikščionys demokratai.
2000 wurde er mit dem Gediminas-Orden ausgezeichnet.